# ホークス歌の応援団
ホークス歌の応援団（ホークスうたのおうえんだん）は1995年4月から2010年4月2日までRKB毎日放送（RKBラジオ）で放送されていた夜のスポーツ番組である。

## 番組概要
その名の通り福岡ソフトバンクホークスの応援を目的としている。
2010年4月5日より放送時間帯を夕方に移し、「ホークス花の応援団」（ホークスはなのおうえんだん）と改題して放送されている（メインパーソナリティは変わらず鬼橋美智子）。

## 放送時間

### 2009年度の放送時間
シーズンオフ期
- 月曜：21：00～23：00(JST)
- 火曜～木曜：20:30～23:00(JST)

シーズン期
- 野球中継がない平日（主に月曜日）：21:00～23:00(JST)
- 野球中継がある平日（主に火曜～金曜日）：試合終了～23:00(JST)
- 野球中継（デーゲーム）がある日曜日：試合終了～17:00(JST)
  - 野球中継が放送終了時刻以降に延長した場合は、放送はない
  - 日曜日のデーゲーム中継が無い場合は、日曜日の放送はない
  - 中継がナイトゲームは21時以降、デーゲームは16時以降も延長となった場合、中継（「RKBエキサイトナイター&エキサイトホークス」）終了直後より「RKBラジオです」というステーション名コールを挟みステブレレスで開始する。

### 過去の放送時間
シーズン期
- 土曜日：試合終了～22:00(JST)

シーズンオフ期
- 月曜～金曜日：21:00～23:00(JST)（2007年まで）
- 土曜日：21:00～23:00(JST)

## パーソナリティ
メインパーソナリティ
- 鬼橋美智子（月曜～木曜日）

サブパーソナリティ
- あべやすみ（月曜・火曜）
- RKBスポーツアナウンサー（水曜・木曜）

### 過去のパーソナリティ
メインパーソナリティ
- 長谷川友子（5番ゲート中継も）
- ヒーマン
- 伊藤明秀
- 秋永亜伊子
- 池田ちかふさ
- 岡部はち郎
- 吉野綾
- 小南雅孝
- 山本博美
- 中島リカ
- 麦田陽子

ほか
サブパーソナリティ
- 稲尾和久（RKBプロ野球解説者）
- 川上政行
- RKB男性アナウンサー

### リポーター
- 加藤淳也
- 中村美由紀

## コーナー

### 番組末期に放送されていたコーナー
2009年シーズンオフ期
- ホークス歌の応援団ホットライン
  - 火曜日は川柳とポエムも募集している
- ○○の目（○○には男性パーソナリティの名前が入る）（月21:20頃～、火～木20:50頃～）･･･男性パーソナリティのフリートークコーナー
- 博多座カンゲキ！インフォメーション（月21:45頃～）･･･博多座の魅力や最新情報を紹介する。博多座に出演する役者がゲスト出演することもある
- プロ野球監督列伝（火21:20頃～）･･･往年の名監督の秘話を紹介する
- プロ野球サムライ列伝（水21:20頃～）･･･往年に活躍したプロ野球選手を背番号ごとに紹介する
- 福津の極み（隔週水21:45頃～）…福岡県福津市の最新情報を紹介する
- 唐津んもんだより～唐津の情報かわら版～（木21:45頃～）･･･佐賀県唐津市の最新情報や観光情報を紹介する
- あいうえおリクエスト（22:30頃～）･･･一週間に五十音順のある行（あ行、か行、･･･ぱ行）を決め、その行の文字から始まるアーティストの曲をリスナーがリクエストする。リクエストの受付は前週に行う（12月18日までは曲名）
- スポ日早版情報･･･スポーツ新聞の早版の記事を先取りし、紹介をする
- 今日の数字･･･当日のニュースを数字の観点から紹介する
- RKBラジオショッピング
- アビスパ福岡、ライジング福岡情報（不定期）

### 選手別コーナー
2009年11月23日～2010年1月18日に番組内に週代わりでホークス選手が出演する以下のコーナーが放送された。このコーナーは事前に収録された（21:00～21:15(JST)）
- 大隣憲司の隣のトナリン☆
- 攝津正のセッツン☆NIGHT
- 田上秀則の今夜もタノしもう！
- 長谷川勇也のそこまで言うや！

シーズン期
- 今日の試合の振り返り（ホークスが勝利した日のみ）･･･その日の実況音声で試合を振り返る。（BGMはAAAが歌う「いざゆけ若鷹軍団」）
  - 月曜日は先週の試合の振り返りとして放送される
- 5番ゲート中継（ヤフードームで試合があった日のみ）

### 過去に放送したコーナー
- おじさまのおじさまによるおじさまのための教養講座
- プロ野球背番号物語
- 背番号は語る･･･一つの背番号にスポットを当て、その背番号にまつわるエピソードや雑学を紹介する
- 居酒屋からこんばんは（その後に時間、曜日を変えて放送）
- RKBホークスクイズ
- 桃色秘宝館･･･ちょっとエッチだけど、為になる雑学コーナー
- ふくおか元気人･･･エリア（福岡、佐賀県内）でさまざまな活動をしている人にスポットを当てて紹介する
- ラジオでアナBAR･･･22時台のニュースを担当したアナウンサーの素顔に迫る（アナBARとはRKBのホームページ上で同局のアナウンサーのコラムのこと）
- ホークス井戸端会議･･･ホークスファンのリスナーをスタジオに呼び、パーソナリティーと一緒にホークス談義をする
- スポーツいきいきインタビュー･･･エリア内でスポーツに関するさまざまな活動をしている人にインタビューをする

## エピソード
- 2005年度には、中継のない月曜日にホークス電リク応援団九州版を17:59～21:00に放送していた。（長崎放送(18:30～)と宮崎放送(19:30～)）でも放送していた。
- 2005年度はヤフーBBでネットと連動した「やじうま放送」を実施。パーソナリティが日替わりで野球を見ながら副音声中継のような形で喋るがチャットをしながら、面白いコメントはとりあげて喋るというラジオとネットを連動させた参加型の画期的な企画でチャットルームは即満席になった。（パーソナリティ：鬼橋美智子、長谷川友子、山田政幸、門馬良、加藤淳也など）
- ホークス公式月刊誌「月刊ホークス」の2007年3月号（同年2月発売）に、山口かつみ原作の連載漫画「HAWKS KIDS・うたの応援団誕生!」の回で、放送部のオニハシ先生として強烈なキャラクターのネタに使われ、番組で話題になった。
- ホークスが勝利した放送の最後には、藤井フミヤの「勝利の空へ」を流す（放送する）。
- 2007年に番組内で制作した曲「ホークス音頭」を流す（放送する）ことが多い。
- 以前はオフシーズンに放送することは無かったものの、近年ではオフシーズンにも放送している。
- 鬼橋はラジオ上（自称）の年齢は28歳と発言しているが、弟は38歳と発言していて、矛盾している。自称年齢はもちろん冗談で発言している。（時々、実年齢を言ってしまう事がある）
- （四国・関西・関東・中京など）遠距離リスナーからの投稿が紹介される事も珍しくない。

### とんくりまう
- 「とんくりまう」とは2009年から鬼橋が番組内で言っている言葉。鬼橋家独自の言葉らしく、意味は「嬉しくて大騒ぎする」
- ホークスが勝った日はよく連呼している
- 目標は流行語大賞にノミネートされ、辞書に載ること
- ライバルは川﨑選手の「チェスト」
- シーズンが進むにつれ、定着し、ラジオネームにしているリスナーもいる
- 2009年10月に開催されたRKBラジオまつり2009に「とんくりまんじゅう（栗まんじゅう）」という商品を販売した